# Institut universitaire de technologie de Toulouse A
 (février 2024).
La mise en forme du texte ne suit pas les recommandations de Wikipédia : il faut le « wikifier ».
Les points d'amélioration suivants sont les cas les plus fréquents. Le détail des points à revoir est peut-être précisé sur la page de discussion.
- Les titres sont pré-formatés par le logiciel. Ils ne sont ni en capitales, ni en gras.
- Le texte ne doit pas être écrit en capitales (les noms de famille non plus), ni en gras, ni en italique, ni en « petit »…
- Le gras n'est utilisé que pour surligner le titre de l'article dans l'introduction, une seule fois.
- L'italique est rarement utilisé : mots en langue étrangère, titres d'œuvres, noms de bateaux, etc.
- Les citations ne sont pas en italique mais en corps de texte normal. Elles sont entourées par des guillemets français : « et ».
- Les listes à puces sont à éviter, des paragraphes rédigés étant largement préférés. Les tableaux sont à réserver à la présentation de données structurées (résultats, etc.).
- Les appels de note de bas de page (petits chiffres en exposant, introduits par l'outil «  Source ») sont à placer entre la fin de phrase et le point final[comme ça].
- Les liens internes (vers d'autres articles de Wikipédia) sont à choisir avec parcimonie. Créez des liens vers des articles approfondissant le sujet. Les termes génériques sans rapport avec le sujet sont à éviter, ainsi que les répétitions de liens vers un même terme.
- Les liens externes sont à placer uniquement dans une section « Liens externes », à la fin de l'article. Ces liens sont à choisir avec parcimonie suivant les règles définies. Si un lien sert de source à l'article, son insertion dans le texte est à faire par les notes de bas de page.
- La présentation des références doit suivre les conventions bibliographiques. Il est recommandé d'utiliser les modèles {{Ouvrage}}, {{Chapitre}}, {{Article}}, {{Lien web}} et/ou {{Bibliographie}}. Le mode d'édition visuel peut mettre en forme automatiquement les références.
- Insérer une infobox (cadre d'informations à droite) n'est pas obligatoire pour parachever la mise en page.

Pour une aide détaillée, merci de consulter Aide:Wikification.
Si vous pensez que ces points ont été résolus, vous pouvez retirer ce bandeau et améliorer la mise en forme d'un autre article.
L’institut universitaire de technologie de Toulouse A (ou IUT 'A' Paul Sabatier) est un institut universitaire de technologie (IUT) interne à l'université Toulouse-III-Paul-Sabatier.
Il est situé sur cinq campus différents : Toulouse-Rangueil, Toulouse-Ponsan, Auch, Castres et Albi, dans la région Occitanie. C'est le plus grand IUT de France.

## Historique
Les instituts universitaires de technologie ont été créés en 1966 en application de la première tranche du plan Fouchet,. C'est cette année-là qu'est ouvert l'institut universitaire de technologie de Toulouse 'A', à Toulouse-Rangueil, avec les départements de génie civil et de génie mécanique et productique (GMP). Mais par anticipation à cette ouverture, une première promotion de DUT GMP a commencé ses études en 1965 au lycée technique aéronautique de Toulouse, au lycée Déodat-de-Séverac et à l'INSA Toulouse. En 1967, ces 40 premiers étudiants sortent diplômés. Par ailleurs, trois autres départements de génie électrique et informatique industrielle (GE2I), informatique et information-communication sont créés cette même année, suivis en 1968 des départements génie chimique et gestion des entreprises et administrations (GEA). En 1969, ce dernier intègre l'université Toulouse-III-Paul-Sabatier. Une antenne est créée à Rodez avec le département administration des collectivités publiques et des entreprises. L'année suivante, une antenne est créée à Tarbes avec un département GEA. À Toulouse-Rangueil, deux autres départements sont implantés : mesures physiques (MP) et techniques de commercialisation (TC). En 1974, un 2e IUT est créé à Toulouse à l'université Toulouse II-Le Mirail sous le nom d'IUT Toulouse 'B'. Il déménagera dans ses locaux de Blagnac et de Figeac en 1995 avant de se diviser en deux instituts distincts en 2001 : IUT de Blagnac et IUT de Figeac.
En 1980, un département de GEA est ouvert à Rodez, suivi en 1985 d'un département d'informatique. En 1986, un autre département GEA est créé à Toulouse-Ponsan. Puis en 1987, un département de GMP voit le jour à Tarbes. Cette même année, l'antenne de Rodez devient un institut indépendant : institut universitaire de technologie de Rodez.
En 1991, une antenne de l'IUT A de Toulouse est créé à Auch, avec un département de génie biologique. L'année suivante, un département de chimie est créé à Castres, tandis qu'un département de TC ouvre à Tarbes. Un an plus tard, l'antenne tarbaise de cet IUT devient une unité administrativement indépendante : l'institut universitaire de technologie de Tarbes. La même année, l'antenne de Auch ouvre son département GEA. En 1997, est créé à Castres un département services et réseaux de communication (renommé en 2013 en métiers du multimédia et de l'Internet). En 2000, les premières licences professionnelles ouvrent à l'IUT. Deux ans plus tard, le département génie du conditionnement et de l'emballage (GCE) est créé à Castres. En 2006, l'antenne d'Auch ouvre un département hygiène, sécurité, environnement (HSE), et en 2010 Castres crée son propre département TC.
Depuis septembre 2021, l'IUT de Toulouse, comme les autres IUT, se sont réorganisés et proposent désormais le bachelor universitaire de technologie (BUT), un diplôme national en 3 ans qui remplace le DUT et les licences professionnelles,. Les 17 DUT sont remplacés par leurs 17 BUT équivalents. A la rentrée 2023, la plupart des licences professionnelles ont été intégrées dans les BUT.

### Directeurs de l'IUT
La liste des directeurs de l'IUT Paul Sabatier est la suivante,, :
- 1965 (anticipation) - 1968 : Jacques Farran,
- 1968 - 1971 : Francis Cambou,
- 1971 - 1976 : Jean-Claude Martin,
- 1976 - 1981 : Henri Rème,
- 1981 - 1993 : Jean-Claude Garric,
- 1993 - 2003 : Roger Eychenne,
- 2003 - 2013 : Jean-François Mazoin,
- 2013 - 2023 : Patrick Laurens,
- 2023 - aujourd'hui : Christine Barrot.

## Formations
La formation des 5500 étudiants de l'institut universitaire de technologie de Toulouse est assurée par 400 enseignants et enseignants-chercheurs ainsi que 530 intervenants professionnels, en faisant le plus grand IUT de France. L'institut dispense principalement des bachelors universitaires de technologie (BUT) de niveau bac+3 et des licences professionnelles (LP) de niveau bac+3. Ces formations sont réparties à travers 18 départements d'enseignement. Les diplômes peuvent être obtenus par formation initiale, par formation par alternance (contrat d'apprentissage, contrat de professionnalisation), par formation continue ou par validation des acquis et de l'expérience (VAE),,. Selon une étude de l'observatoire de la vie étudiante sur les promotions de 2007, 90% des diplômés de BUT et 96% des diplômés de licence professionnelle s'insèrent professionnellement en deux mois. Ces diplômés représentent 16% des effectifs ; les 84 autres pourcents continuent leurs études après l'obtention de leur diplôme.
L'IUT dispose de 17 BUT et ses 36 licences professionnelles ont été intégrées pour leur majorité à ces BUT sous forme de parcours, :
| Campus            | Bachelors universitaires de technologie (BUT) | Licences professionnelles (LP) |
| ----------------- | --- | --- |
| Toulouse-Rangueil | - Informatique, - Génie civil (GC), - Génie mécanique et productique (GMP), - Gestion des entreprises et des administrations (GEA), - Génie chimique - génie des procédés (GCGP). | - Conception, pilotage et optimisation énergétique des procédés de la chimie, la pharmacie et l'environnement (CPOE), - Infrastructures des systèmes de radiocommunication (ISR), - Conception des installations de génie climatique (CIGC), - Conducteur de travaux bâtiment (CTB), - Rénovation énergétique de l'habitat (REH), - Techniques industrielles en aéronautique et spatial (TIAS), - Développement et qualité des logiciels (DQL), - Gestion et traitement informatique de données massives (GTID), - Métiers de gestion et d'administration dans l'immobilier (MGAI), - Management de la qualité du service (MQS). |
| Toulouse-Ponsan   | - Génie électrique et informatique industrielle (GE2I), - Mesures physiques (MP), - Gestion des entreprises et des administrations (GEA), - Techniques de commercialisation (TC), - Information-communication - 3 options : - Communication dans les organisations, - Information Numérique dans les Organisations, - Métiers du livre et du patrimoine. | - Infrastructures routières et réseaux (IRR), - Métrologie et qualité de la mesure (MQM), - Instrumentation et tests en environnement complexe (ITEC), - Veille, rédaction et médiation spécialisées (VRMS), - Distribution : management et gestion de rayon (DMGR), - Commercialisation des produits et services industriels (CPSI), - Chargé de clientèle, particuliers (CC), - Métiers de la comptabilité : fiscalité (MCF), - Gestion opérationnelle de l'emploi, de la formation et du recrutement (GOEFR). |
| Auch              | - Génie biologique (GB), - Gestion des entreprises et des administrations (GEA), - Hygiène, sécurité, environnement (HSE). | - Gestion de la production agricole respectueuse de l'environnement (GPARE), - Génie géomatique pour l'aménagement du territoire (GGAT), - Qualité et sécurité sanitaire des aliments (QSSA), - Métiers de la santé au travail (MeST). - Gestion financière et commerciale des risques d'organisation (GFCRO), - Assistant de gestion import export (AGIE). |
| Castres           | - Chimie - 3 options : - Parcours synthèse - Parcours Analyse Contrôle Qualité Environnement (ACQE) - Parcours Matériaux et Produits Formulés (MPF) - Métiers du multimédia et de l'internet (MMI), - Packaging emballage et conditionnement (PEC), - Techniques de commercialisation (TC).                                                              | - Génie de la formulation (GF), - Chimie, analyse et qualité (CAQ), - Pilotage des activités logistiques industrielles (PALI), - Design et réalisation d'application mobiles (DReAM), - Communication digitale et webmastering (COM2WEB), - Marketing et commercialisation en agroalimentaire (MC2A), - Contrôle qualité et management des processus industriels (CQMPI). |
| Albi              | - Techniques de commercialisation (TC). | - Chargé de clientèle, particuliers (CC). |

Une licence (bac+3) et deux masters 2 (bac+5) de l'université Toulouse-I-Capitole sont délocalisés à l'IUT Paul Sabatier, :
- Licence en information-communication,
- Master 2 Communication et territoires,
- Master 2 Communication et culture numériques.

## Recherche
L'IUT de Toulouse accueille et soutient 8 unités de recherche, regroupant quelque 150 enseignants-chercheurs et 80 doctorants. 130 autres enseignants-chercheurs de l'IUT sont rattachés aux laboratoires de l'université Toulouse-III-Paul-Sabatier.
| Nom         | Nom Complet                                                                    | Type      | Centre                          | Domaine | Structures partenaires |
| ----------- | ------------------------------------------------------------------------------ | --------- | ------------------------------- | --- | --- |
| ICA         | Institut Clément Ader                                                          | UMR       | Toulouse, Tarbes, Albi          | Matériaux et structures composites – Surface, usinage, matériaux et outillages – Modélisation des systèmes et microsystèmes mécaniques – Métrologie, identification, contrôle et surveillance. | Université Toulouse-III-Paul-Sabatier, IUT de Tarbes, INSA de Toulouse, IMT mines d'Albi-Carmaux, ISA-SUPAERO, CNRS                                                               |
| LARA SEPPIA | Laboratoire de recherche en audiovisuel - savoirs, praxis et poïétiques en art | EA        | Toulouse                        | Esthétique et histoire de l’audiovisuel – Savoirs pratiques et poïétiques des arts plastiques et appliqués – Information communication et médias audiovisuels – Centre disciplinaire de sémiolinguistique textuelle.                                                                                           | Université Toulouse-Jean-Jaurès |
| LAIRDIL     | Laboratoire inter-universitaire de recherche en didactique des langues         | EA        | Toulouse                        | Épistémologie – Dispositifs innovants appuyés sur les TICE – Dynamiques recherche-formation. | Université Toulouse-III-Paul-Sabatier |
| LERASS      | Laboratoire d'études et de recherches appliquées en sciences sociales          | EA        | Toulouse, Auch, Castres, Tarbes | Information et communication – Communication, pratiques, sens, textualités – Politiques urbaines soutenables – Médiapolis / Grecom – Médiations en information / communication spécialisée – Organicom – Psychologie sociale de la communication.                                                              | Université Toulouse-III-Paul-Sabatier, IUT de Tarbes, université Toulouse-Jean-Jaurès, université Toulouse-I-Capitole, université Paul-Valéry-Montpellier, INSA de Toulouse, INPT |
| LGCO        | Laboratoire gouvernance et contrôle organisationnel                            | EA        | Toulouse, Auch                  | Sciences de gestion. | Université Toulouse-III-Paul-Sabatier, IUT de Tarbes |
| LBAE        | Laboratoire de biotechnologies agroalimentaires et environnementales           | EA        | Auch                            | Systèmes microbiens complexes agro-alimentaires –Systèmes microbiens complexes environnementaux – Biofilms : étude des mécanismes impliqués dans la formation, le maintien et la destruction de biofilms microbiens.                                                                                           | Université Toulouse-III-Paul-Sabatier |
| CERTOP      | Centre d'études et de recherche travail organisation pouvoir                   | UMR       | Toulouse                        | Intelligence du travail – Santé et Alimentation – Transitions écologiques, risques, innovations, tourisme – Public et marchés. | Université Toulouse-III-Paul-Sabatier, université Toulouse-Jean-Jaurès, CNRS |
| LCC-CIRIMAT | Chimie de Castres                                                              | UPR + UMR | Castres                         | Sciences des matériaux – Nanomatériaux – Revêtements et procédés de dépôt – Vieillissement et durabilité des matériaux. Conception et caractérisation de molécules ou d’édifices polyatomiques originaux, aux interfaces de la chimie de coordination et de l’hétéro-chimie avec les matériaux ou la biologie. | Université Toulouse-III-Paul-Sabatier, INPT (ENSIACET), CNRS |
| CESBIO      | Centre d'études spatiales de la biosphère                                      | UMR       | Toulouse, Auch                  | Modélisation du fonctionnement et télédétection des surfaces continentales – « Systèmes d’observation » : vers des stratégies d’observations permettant de rendre compte de la complexité des surfaces. | Université Toulouse-III-Paul-Sabatier, observatoire Midi-Pyrénées, IRD, CNRS, CNES                                                                                                |

## Classement
En 2022 l'établissement a été classé 26e du classement complet réalisé par Thotis